# Насриддинзода, Эмомали Сайфиддин
Эмомали Сайфиддин Насриддинзода (тадж. Насриддинзода Эмомалӣ Сайфиддин; род. 2 июля 1956, Советский район) — таджикский юрист, педагог и государственный деятель, доктор юридических наук (2015), профессор, член-корреспондент НАНТ. Помощник Президента Республики Таджикистан по вопросам социального развития и связей с общественностью (2021—2024 гг.).

## Биография
Эмомали Насриддинзода родился 2 июля 1966 года в Республике Таджикистан в семье служащего. В 1990 году окончил Таджикский государственный педагогический университет, а в 2003 году — Таджикский национальный университет по специальности «Юриспруденция».
С 16 января 2024 года по 2024 год постановлением Правительства Республики Таджикистан назначен на должность ректора ТНУ.

## Награды
- Орден «Шараф»
- Почётная грамота Совета Межпарламентской Ассамблеи государств — участников Содружества Независимых Государств (27 ноября 2020 года, Межпарламентская ассамблея СНГ) — за активное участие в деятельности межпарламентской Ассамблеи и её органов, вклад в укрепление дружбы между народами государств — участников Содружества Независимых Государств[4]